# مقاطعة فاييت (كنتاكي)
مقاطعة فاييت (بالإنجليزية: Fayette County)‏ هي إحدى المقاطعات في ولاية كنتاكي في الولايات المتحدة الأمريكية.

## أعلام
- وليام د. كولمان
- جيمس إس. جاكسون
- جورج تاليافيرو وارد
- كاثرين بيتيت
- جون بي. غرايسون